# 4708 Polydoros
4708 Polydoros è un asteroide troiano di Giove del campo troiano. Scoperto nel 1988, presenta un'orbita caratterizzata da un semiasse maggiore pari a 5,2580321 UA e da un'eccentricità di 0,0591205, inclinata di 6,98520° rispetto all'eclittica.
L'asteroide è dedicato a Polidoro, il più giovane dei figli di Priamo: fu ucciso da Achille nella guerra di Troia.